# ألدي هنري
ألدي هنري هو لاعب كرة قدم كندية كندي، ولد في 17 يوليو 1972 في مونتريال في كندا.